# 凌空塔
凌空塔，位于中国甘肃省平凉市崆峒区，是全国重点文物保护单位。
凌空塔的历史年代为明代。